# JEDEC
JEDEC Solid State Technology Association, раніше відома як англ. Joint Electron Device Engineering Council (JEDEC) або Спільна Рада Інженерів з електронних пристроїв — це комітет інженерної стандартизації напівпровідникової продукції при Electronic Industries Alliance (EIA), промислової асоціації, що представляє всі галузі електронної індустрії.

## Історія
JEDEC був заснований 1958 як інструмент взаємодії між EIA та NEMA для розробки стандартів для напівпровідникових пристроїв. (NEMA припинила участь в 1979). Перші роботи почалися над компонентами, що були популярні у 1960-х роках. Наприклад, випрямний діод 1N4001 і транзистор 2N2222 вийшли з-під JEDEC. Вони лишаються популярними і сьогодні.

## Стандарти JEDEC
Комітет відомий через свою координаторську роботу в розробці стандартів комп'ютерної пам'яті. JEDEC має солідний авторитет і вплив в індустрії, в комітеті беруть участь провідні світові виробники і розробники чипів, серед них Elpida, SK Hynix, IBM Microelectronics, Infineon, Micron, Mitsubishi, Mosel Vitelic, Samsung, Toshiba, а також виробники чипсетів і інфраструктури AMD, ALi, CST, ServerWorks, VIA Technologies, Texas Instruments та інші.